# Северный риф (Соломоновы Острова)
Северный риф находится к югу от острова Реннелл. Это один из трёх атоллов, которые составляют атоллы Индиспенсейбл в провинции Реннелл и Беллона на Соломоновых островах, каждый атолл окружает большую глубокую лагуну. Они разделены глубокими переходами шириной 2-3 километра.
Северный риф размерами около 18 км в длину и до 7 км в ширину. Общая площадь рифа составляет 100 км², включая лагуну и рифовую равнину. Здесь нет островков.